# Unione Sportiva Ideale
L'Unione Sportiva Ideale o semplicemente Ideale, è stata una società calcistica italiana di Bari.
Fu fondata nel 1908 e partecipò per buona parte degli anni venti al campionato italiano di Prima Divisione, coincidente prima con il massimo e poi con il secondo livello calcistico, per poi fondersi nel 1928 con il concittadino Liberty nell'"Unione Sportiva Bari" (poi A.S. Bari). Fu rifondata nel secondo dopoguerra e partecipò ad alcuni campionati dilettantistici regionali, per poi essere sciolta negli anni sessanta.

## Storia

### Dalla nascita alla leadership del calcio barese (1908-1924)

Una foto del derby Liberty-Ideale del 9 dicembre 1923, giocato al Campo San Lorenzo. Il portiere idealista Terioli respinge un tiro dei libertiani (l'Ideale vinse l'incontro per 3-1). Fotografia originale.

L'Unione Sportiva Ideale fu fondata a Bari nel 1908 da Attilio Coccioli ed operai e studenti della Scuola Industriale, molti dei quali (compreso Coccioli) distaccatisi dal Foot-ball Club Bari. Coccioli diventò presidente e capitano della squadra. La divisa sociale era costituita da maglia blu, con stella bianca sul lato sinistro del petto e pantaloncini bianchi; la tassa d'iscrizione era di 25 lire (a quei tempi i giocatori erano anche soci).
Anch'essa, come il F.-B.C. Bari fondato alcuni mesi prima, progredì lentamente, disputando incontri amichevoli con lo stesso Bari e con rappresentative di lavoratori, marinai sbarcati nel capoluogo ed altre formazioni regionali. La Ideale, con il FBC Bari giocava le sue partite al "Campo San Lorenzo" (un campo di proprietà militare, la “Piazza d'armi”) nel quartiere Carrassi di Bari. Il 2 giugno 1910, in occasione della festa per lo Statuto Albertino, gli idealisti giocarono la prima gara contro il Football Club Liberty, società fondata da giovani dissidenti del FBC Bari; la gara terminò 1-1 con reti di Amico II per il Liberty e del capitano Coccioli per l'Ideale. A partire da quest'incontro nacque una certa rivalità fra le due compagini.
Nel 1915 la divisa fu modificata: la maglia divenne a strisce verticali nere e verdi alternate, i pantaloncini neri. Durante la prima guerra mondiale il club riuscì a malapena a sopravvivere, alla pari dei rivali del Liberty (il FBC Bari, invece, chiuse completamente l'attività sportiva).
Nella primavera del 1922 la società nero-verde ospitò tre associazioni sportive del Nord Italia, sfidandone le squadre in amichevole: il 23 aprile l'Ideale batté 3-1 il Pavia, il 7 maggio superò 1-0 la Valenzana; a fine maggio incontrò due volte il Football Club Pastore di Torino la prima volta pareggiando 2-2 e la seconda perdendo 1-3.
L'Ideale fu ammessa a disputare il campionato di Prima Divisione nella stagione 1922-1923.
 US Ideale - SP Lazio 
Ideale: Terioli, Lombardo, Spilotros, De Tullio, Piscopo, Alboreto, Ugenti, Addante, Guidobaldi II, De Matteo, Solfrizzi - Allenatore: ?.
Lazio: Sclavi, Saraceni I, Dosio, Nesi, Bernardini, Fiorini, Fraschetti, Ottier, Baldicci, Saraceni II, Varini - Allenatore: Guido Baccani.
Marcatori: 10' Addante; 28' Guidobaldi; 61' Ottier; 74' Bernardini; 88' Solfrizzi. Arbitro: Fontana della Virtus Bologna.
In questo stesso campionato, il 19 novembre del 1922, i nero-verdi si aggiudicarono il primo derby barese di un campionato ufficiale, vincendo 1-0 contro il Liberty con rete di Guidobaldi II; tra le file idealiste si distinse il debuttante diciottenne Michele Alboreto(poi divenuto uno dei capisaldi della squadra). La stracittadina di ritorno fu vinta sempre dai nero-verdi, per 3-1. Giunta seconda nella classifica del girone pugliese, l'Ideale concluse il girone semifinale in seconda posizione alle spalle della Lazio e venne quindi eliminata.
Con il passare del tempo l'Ideale diventava un po' la squadra dei proletari (operai e lavoratori) baresi, mentre la rivale Liberty andava identificando più la classe borghese e aristocratica della città (sebbene, a quanto tramandano le cronache dell'epoca, la divisione fra tifosi idealisti e libertiani fosse in parte trasversale all'interno delle singole famiglie).
Anche il campionato successivo fu terminato dall'Ideale al secondo posto nel girone regionale; entrambi i derby con i "cugini" libertiani furono vinti per 3-1. Nel penultimo incontro del girone semifinale, disputato l'8 giugno 1924 al San Lorenzo, in una partita che il cronista Michele Favia definì «davvero eccezionale» i nero-verdi batterono la Lazio per 3-2 (nella stessa gara il bianco-celeste Fulvio Bernardini tirò un rigore su un palo) ma ottenendo il terzo posto nel girone semifinale furono nuovamente eliminati.

### Il ridimensionamento e la fusione con il Liberty Bari (1924-1928)
Il primo derby con il Liberty dell'anno calcistico 1924-1925, rinviato di una settimana per ordine della Lega Meridionale al fine di scongiurare tafferugli fra opposte tifoserie e giocato sul campo neutro di Taranto, fu vinto per la prima volta dai libertiani, per 4-1 (cinque titolari dell'Ideale non poterono disputare la gara, in quanto già occupati a vedere l'incontro di calcio Italia-Svezia), quello di ritorno (giocato nuovamente nel capoluogo ionico, sempre per motivi di sicurezza) fu sospeso sull'1-1 al 7º minuto del secondo tempo per un'invasione di campo dei sostenitori idealisti (in disaccordo sulla convalida del pari libertiano) e dopo un ricorso di entrambe le società fu vinto dal Liberty 2-0 a tavolino. Da questo momento i nero-verdi persero tutti gli altri confronti con il Liberty, ad eccezione del pareggio 2-2 del 24 ottobre 1926.
Per evitare che la Lega Meridionale programmasse ancora i derby in campo neutro, il 4 ottobre 1925 le amministrazioni di Liberty e Ideale firmarono un "patto di fratellanza" in cui s'invitavano i rispettivi sostenitori e atleti a mantenere compostezza nei confronti diretti; una commissione di vigilanza, composta da dirigenti di entrambe le società avrebbe preso provvedimenti nei confronti dei trasgressori (l'accordo fu reso noto dai giornali locali due giorni dopo).
Nella stagione 1925-1926 Ideale e Liberty iniziarono a utilizzare per gli incontri di casa il nuovo “Campo degli Sports”, costruito nel rione Carrassi di Bari a cura del consiglio d'amministrazione del Liberty.

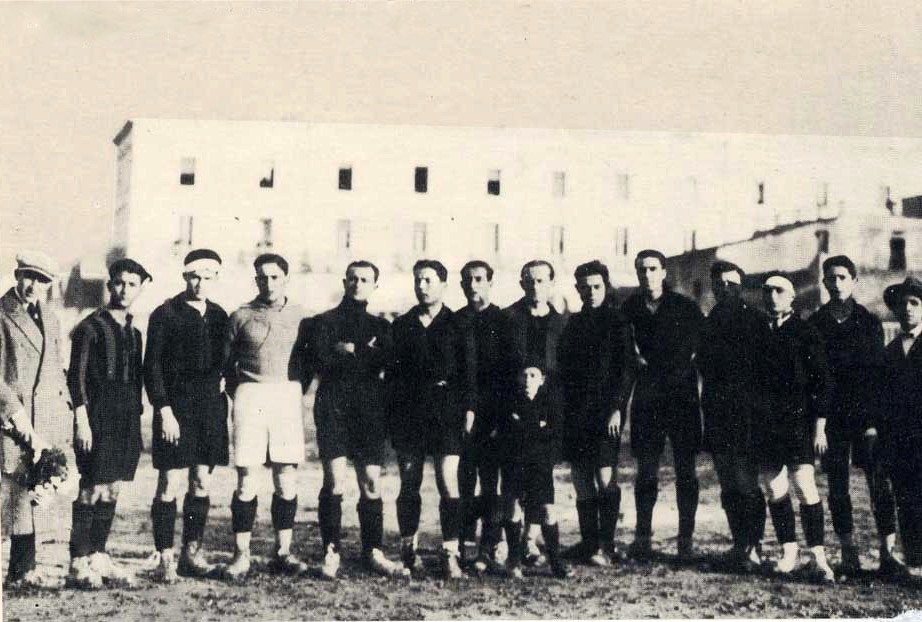
L'Ideale durante la stagione 1925-1926; si riconoscono, da sinistra verso destra, un dirigente dell'Ideale, Zambetta, Capriati, Lodolo, Alboreto, Solfrizzi, Lamastra, Petrillo (con davanti a sé un bambino-mascotte), Cavaliere, Guidobaldi, Spilotros, Maselli, Zito e, in borghese, l'ala Geruzzi.

Oltre che nei derby, l'Ideale veniva ripetutamente superata dai libertiani anche in classifica, perdendo la leadership del calcio barese. Lo stesso Liberty, che tutti iniziavano a chiamare "Bari" (e che cambiò denominazione in "Bari Football Club" nel febbraio del 1927), conquistava sempre più le simpatie della "Bari bene" e di quella fascista. L'U.S. Ideale disponeva di finanze sempre meno cospicue per la Prima Divisione e mirava quindi sempre più ad allestire rose di fedeli atleti esperti, con pochi acquisti di calciatori accreditati e diversi innesti dalle formazioni giovanili (i rivali del Liberty invece, oltre che disporre di basi economiche più larghe erano aiutati dalla federazione dei fasci baresi).
Nella stagione 1926-1927, sempre in Prima Divisione, che da quella stagione fu riqualificata in un unico girone meridionale interregionale, l'Ideale ottenne diversi buoni risultati (oltre al già citato 2-2 nel derby barese d'andata, raccolse complessivamente tre punti negli incontri con la Casertana, che poi terminò il girone al quarto posto e nel girone di ritorno batté le tarantine Pro Italia e Audace, rispettivamente per 1-0 e 3-1), classificandosi infine sesta su nove partecipanti (a pari punteggio con la quinta).
Nell'anno calcistico 1927-1928 gli idealisti, che quell'anno disponevano dell'ungherese Ferenc Plemich nella doppia veste di allenatore e giocatore, terminarono il girone meridionale di Prima Divisione al sesto e terzultimo posto.
Dopo la fine del girone interregionale, la sera del 27 febbraio 1928, nella segreteria federale fascista di Bari vennero convocati i gruppi dirigenti di Bari F.C. (ex Liberty) ed U.S. Ideale, a cui fu imposta l'unificazione nella nuova società "Unione Sportiva Bari"; il giorno dopo, la fusione fu resa nota in un comunicato (le ultime righe dello stesso proclama recitavano: <<….Il provvedimento del segretario federale è stato ispirato dal vasto programma sportivo dettato dalle superiori gerarchie del partito e vuole realizzare quella unificazione di attività che è nei postulati del Regime per il miglior rendimento delle forze sportive.>>). Nei giorni seguenti, i vecchi soci dell'Ideale si opposero nell'iter procedurale della fusione, causando dissidi e polemiche. Sul finire del marzo 1928 l'unificazione era ormai completata. L'U.S. Ideale vide di fatto scomparire le sue sette formazioni (la prima e la seconda squadra e le cinque degli "Allievi") a favore di quelle del Bari FC; il presidente idealista Alfredo Atti fu messo a capo della nuova U.S. Bari e Plemich allenatore (e sotto la guida di Plemich la nuova US Bari s'accinse a disputare le semifinali per il titolo di campione di Prima Divisione 1927-'28, giacché il Bari FC aveva vinto il girone meridionale). Sei calciatori della prima squadra nero-verde giocarono in seguito diversi incontri di campionato con il Bari unificato; Alboreto rifiutò l'ingresso nella nuova formazione biancorossa. Le tensioni e polemiche da parte idealista per la fusione si allentarono nei mesi seguenti.
Il 10 marzo 1928 la Ideale aveva dato l'addio al pubblico in un'amichevole con il San Pasquale (squadra barese di Terza Divisione).

### La rifondazione nel dopoguerra

La formazione dell'Ideale della stagione 1959-1960. Da sinistra, in piedi: l'allenatore Luigi Lavolpicella, Lombardi, De Marzo, Montrone, Cassano, Monachino, Zonno, il massaggiatore Catacchio; in ginocchio (sempre da sinistra) Desiderato, Bitetto, Di Matteo, Lucchesi, Naviglio.

Negli anni cinquanta la Ideale fu rifondata con la stessa denominazione sociale e le stesse divise di trent'anni prima. Il presidente del rinato sodalizio nero-verde era Nicola Ingargiola.
Nel 1959 la squadra giunse in Prima Categoria (allora il massimo livello del calcio regionale), dove, dopo aver concluso la stagione 1960-1961 al penultimo piazzamento, fu retrocessa al posto della Santermana arrivata ultima nello stesso girone dei baresi. In seguito la società fu sciolta.
Nel 2012 è stata istituita, sempre a Bari, una società sportiva denominata "A.S.D. Ideale Bari Calcio", che ha partecipato ai campionati UISP e nel 2013 si è iscritta al girone barese di Terza Categoria. La similarità del nome con l'Ideale storica è però una casualità, difatti l'attuale Ideale Bari rivendica solo un richiamo ai valori originari del calcio e un'avversione al "Calcio moderno", non un'eredità della vecchia società nero-verde.

## Colori e simboli

### Colori
| Prima divisa storica (1908-1915) | una divisa della stagione 1958-1959 |

## Società
Le società calcistiche divennero obbligatoriamente tutte S.P.A. solo negli anni sessanta, quindi non si può essere sicuri che questa fosse un'organizzazione simile. Ma l'8 marzo 1921, quando il banchiere Enrico Martucci divenne presidente, la società era dotata di vice presidente, segretario, vice segretario, cassiere e consegnatario dei beni. A Coccioli succedettero altri undici presidenti; l'ultimo fu Alfredo Atti, poi posto a capo dell'Unione Sportiva Bari dopo la fusione (e rimasto alla sua guida per tre stagioni). La sede della società era in via Pisanelli (nelle immediate vicinanze della sede del FBC Bari), una via ancora esistente nel quartiere Carrassi di Bari.
| Ordine | Presidenti dell'U.S. Ideale |
| ------ | --------------------------- |
| 1º     | Attilio Coccioli            |
| 2º     | Martino                     |
| 3º     | Martino Conese              |
| 4º     | Onofrio Zotti               |
| 5º     | Tommaso Mannerucci          |
| 6º     | Francesco Mannerucci        |
| 7º     | Raffaele Turchiarulo        |
| 8º     | Enrico Martucci             |
| 9º     | Giovanni Tomasicchio        |
| 10º    | Beniamino di Cagno          |
| 11º    | Roberto Betrami             |
| 12º    | Alfredo Atti                |

| 13º | Nicola Ingargiola |

### Attività sportive extracalcistiche
I neroverdi si occupavano anche di sport diversi dal calcio, per esempio quelli di atletica leggera dove si distinsero Vincenzo Zonna e Pasquale Antonacci, il primo arrivò terzo ai campionati italiani sui 10 km, il secondo costrinse un certo Verzosi ad abbandonare una gara di 5 km poi vinta da Zonna.

## Calciatori

Le formazioni di Liberty e Ideale fotografate prima del derby del 14 gennaio 1923. I giocatori dell'Ideale sono, partendo da sinistra, in piedi: Alboreto, Geruzzi, Vacca (il capitano), Frangipane, il secondo portiere Sebastiani (il penultimo); in ginocchio (sempre da sinistra) Ugenti, Turchiarulo, Solfrizzi; seduti Guidobaldi, Cavaliere (con la mascotte), Piscopo.

Sono citati gli atleti con un minimo di 35 presenze oppure per fattori che li rendono rilevanti.
- Attilio Coccioli (1908-19??), primo presidente (principale fondatore) e primo capitano della Ideale. Soprannominato "il leccese" (nacque nel 1894 a Erchie, oggi in provincia di Brindisi),[21] aveva un carattere ribelle e volitivo.[21] Trasferitosi a Ferrara dopo la fine della Grande Guerra, fece parte di SPAL e Modena.[21]
- Michele Alboreto (1922-1928), detto "z'monc" o "z'canòn'c" (cioè "zio monaco" o "zio canonico", per via della sua fervente religiosità),[22] 71 presenze (0 goal). Record di presenze in maglia nero-verde. Difensore soprannominato superfedelissimo dell'Ideale perché dopo la fusione rifiutò la proposta di entrare a far parte del Bari unitario.[22] In seguito divenne tecnico e trattatista calcistico.[22]
- Giuseppe Vacca (19??-1928), detto "zu'Pepp" o "zu'Past" (il primo soprannome è un modo di dire barese il nome Giuseppe, il secondo, da "pasto", indicava il fatto che fosse una "buona forchetta")[23] 69 presenze (7 goal), prima attaccante poi difensore tenace, a lungo capitano, fino alla fusione con il Bari FC.[23] Fu iniziato da Attilio Coccioli.[23] Quinto per numero di goal tra gli idealisti.
- Giuseppe Ugenti (1922-1928), detto Peppino, 65 presenze (19 goal), ala.[24] Segnò una tripletta ai rivali del Liberty, nel derby del 13 gennaio 1924 (gara finita 3-1 per i nero-verdi).[7] Morì di nefrite nel dicembre del 1928, all'età di 22 anni.[12]
- Giovanni Solfrizzi (1922-1928), 54 presenze (13 goal). Era soprannominato "lo studioso" e divenne poi professore di Ragioneria.[24]
- Giovanni Cavaliere (1922-1928), 50 presenze (0 goal), terzino definito "poderoso".[21]
- Spilotros (1908-1928), 45 presenze (0 goal), difensore.[21]
- Salvatore Geruzzi (1908-1926), 42 presenze (2 goal), detto Tatopp,[21] uno dei fondatori.[21]
- Libero Lodolo (1925-1928), portiere, 37 presenze. Nel 1925 fu un acquisto rilevante per i nero-verdi;[11] dopo la fusione venne scelto per l'US Bari e vi giocò per due stagioni.
- Vito Antonio Terioli (1922-19??), detto "Tonino",[24] 37 presenze; atleta poliedrico (si occupò anche di pallacanestro, pallavolo e ginnastica e fu arbitro per le stesse discipline), onesto e umile.[24] G. Antonucci lo considera il miglior portiere avuto dall'Ideale nella metà degli anni venti.[24]
- Umberto Guidobaldi (19??-1925), 20 presenze (20 goal). Capocannoniere assoluto dei nero-verdi, nel periodo 1908-'28, con la media di una rete a partita.
- Haftel (1926-1927), attaccante austriaco, 18 presenze (10 goal).[12] Assieme a Lodolo, fu uno dei pochi acquisti di rilievo, fatti dagli idealisti nella fine degli anni '20. Quarto per numero di goal nell'Ideale.

## Statistiche e record

### Partecipazione ai campionati

#### Campionati nazionali
| Livello | Categoria       | Partecipazioni | Debutto   | Ultima stagione |
| ------- | --------------- | -------------- | --------- | --------------- |
| 1º      | Prima Divisione | 4              | 1922-1923 | 1925-1926       |
| 2º      | Prima Divisione | 2              | 1926-1927 | 1927-1928       |

#### Campionati regionali
Per i campionati giocati negli anni cinquanta, a seguito dell'affiliazione alla FIGC della nuova società omonima.
| Livello | Categoria       | Partecipazioni | Debutto   | Ultima stagione |
| ------- | --------------- | -------------- | --------- | --------------- |
| 1º      | Prima Categoria | 2              | 1959-1960 | 1960-1961       |
| 2º      | Prima Divisione | 1+             | 1958-1959 | 1958-1959       |

### Statistiche di squadra[20][26]
- Miglior serie positiva: 5 turni, dalla 4ª all'8ª giornata di Prima Divisione 1923-1924 (un pareggio e quattro vittorie).
- Serie più lunga di vittorie consecutive: 4 turni, dalla 5ª all'8ª giornata di Prima Divisione 1923-1924.
- Campionato di Prima Divisione 1925-1926 terminato senza mai vincere.
- Vittoria più larga: Ideale-SC Lecce 7-0, giocata a Bari (al Campo San Lorenzo) l'11 marzo del 1923 (e valida per la 7ª giornata di Prima Divisione 1922-1923).
- Sconfitta più larga: US Savoia-Ideale 7-1, giocata a Torre Annunziata (allo Stadio Oncino) il 4 maggio del 1924 (e valida per la 1ª giornata del girone semifinale "A" della Prima Divisione 1923-1924).
- I nero-verdi non hanno mai concluso alcuna competizione all'ultimo posto in classifica (neanche le competizioni non ufficiali antecedenti al 1922).

### Statistiche individuali[20][26]
| Record di presenze - 71 Michele Alboreto (1922-1928) - 69 Giuseppe Vacca (19??-1928) - 65 Giuseppe Ugenti (1922-1928) | Record di reti - 20 Umberto Guidobaldi (19??-1925) - 15 Giuseppe Ugenti (1922-1928) - 13 Solfrizzi (1922-1928) |

## Rivalità
Oltre che con i baresi del Liberty, gli idealisti erano rivali delle formazioni tarantine dell'epoca, l'Audace e la Pro Italia e dopo la fusione di queste, del Taranto; come tuttora sono rivali Bari e Taranto.